# Felix Machatschki
Felix Karl Ludwig Machatschki (* 22. September 1895 in Arnfels; † 17. Februar 1970 in Wien) war ein österreichischer Mineraloge und Hochschullehrer.

## Leben und Wirken
Felix Machatschki wurde am 22. September 1895 als Sohn des k.k. Bezirksgerichtsadjunkten Felix Machatschki (* 14. Mai 1859) und dessen Ehefrau Christine Theresia (geborene Schallamun; * 23. Dezember 1868) in Arnfels geboren und am 30. September 1895 auf den Namen Felix Karl Ludwig getauft. Seine Eltern hatten am 28. November 1894 in Arnfels geheiratet.
Am 11. November 1921 heiratete Machatschki in Graz-St. Andrä die aus Judenburg stammende Botanikerin Bertha Josefa Laurich (* 1. Dezember 1896 in Judenburg; † 4. Jänner 1984), mit der eine Familie gründete.  Seine Frau war Botanikerin. Mit ihr hatte er mindestens drei Kinder: darunter ein Sohn, Kurt Machatschki (1923–?), der ebenfalls Mineraloge war, und zwei in Wien geborene Zwillingsmädchen (Monika und Erika).
Machatschki wurde 1930 als Professor an die Universität Tübingen berufen. 1941 wechselte er zunächst an die Universität München und schließlich 1944 an die Universität Wien. In seiner wissenschaftlichen Arbeit schuf er wesentliche Grundlagen der allgemeinen Mineralogie und Kristallchemie.
In seiner Heimatgemeinde Arnfels wurde Machatschki zum Ehrenbürger ernannt. Die 1901 gegründete Österreichische Mineralogische Gesellschaft vergibt in Anerkennung für wissenschaftliche Veröffentlichungen aus dem Gesamtgebiet der Mineralogie in internationalen Zeitschriften den Felix-Machatschki-Preis. Seit 1944 war er korrespondierendes und seit 1953 ordentliches Mitglied der Bayerischen Akademie der Wissenschaften. 1959 wurde Machatschki korrespondierendes Mitglied der Göttinger Akademie der Wissenschaften. Im Jahr 1964 wurde er zum Mitglied der Leopoldina gewählt.

## Auszeichnungen (Auszug)
- 1958: Erwin Schrödinger-Preis
- 1959: Roebling Medal
- 1961: Österreichisches Ehrenzeichen für Wissenschaft und Kunst
- 1965: Friedrich-Becke-Medaille